# George Parker, 2. Earl of Macclesfield

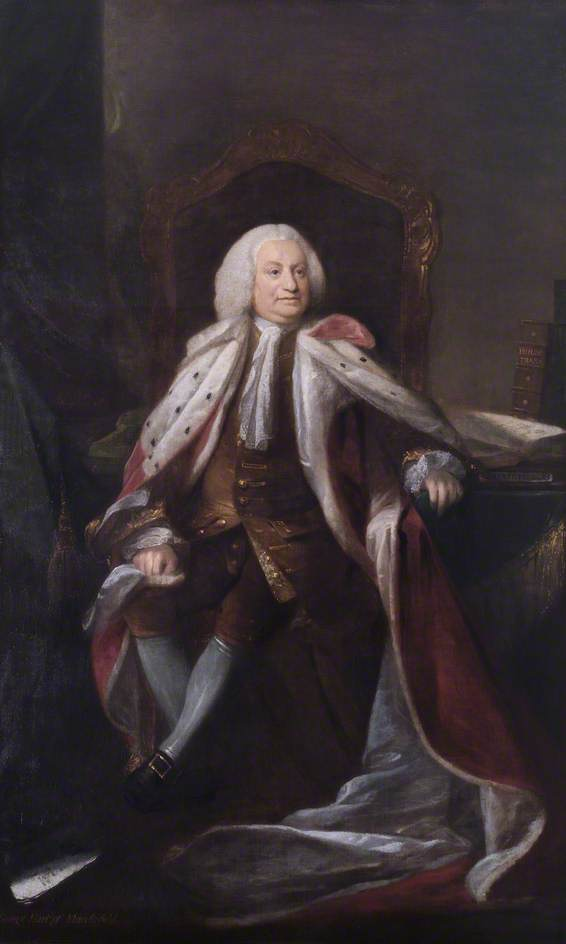
George Parker, 2. Earl of Macclesfield

George Parker, 2. Earl of Macclesfield FRS (* ca. 1697; † 17. März 1764 in Shirburn Castle, Oxfordshire) war ein britischer Politiker und Astronom. Er war von 1752 bis zu seinem Tod Präsident der Royal Society.

## Leben
Parker war der Sohn von Thomas Parker, 1. Earl of Macclesfield, und seiner Frau Janet Carrier. Sein Vater war Lordkanzler, wurde aber 1725 wegen Korruption abgesetzt und zu einer hohen Geldstrafe verurteilt. 
George Parker studierte ab 1715 Recht am Clare College und am Corpus Christi College der Universität Cambridge und erhielt 1718 einen Magistertitel. 1720 unternahm er eine Reise nach Italien. 
Nachdem sein Vater 1721 zum Earl of Macclesfield erhoben worden war, führte Parker den Höflichkeitstitel Viscount Parker. 1732 erbte er beim Tode seines Vaters dessen Titel. 
Parker war zwar 1722–1727 Mitglied des House of Commons für den Wahlkreis Wallingford, sein Hauptinteresse galt allerdings der Astronomie. Er erhielt mathematischen Unterricht von Abraham de Moivre und William Jones. Letzterer lebte auch zeitweise bei ihm in Shirburn Castle und war ihm freundschaftlich verbunden. Parker setzte sich für ihn ein, nachdem Jones sein gesamtes Kapital bei einem Bankenzusammenbruch verloren hatte. Am 25. Oktober 1722 wurde Parker auf Vorschlag von Jones zum Mitglied der Royal Society gewählt. 
1739 richtete Parker mit Hilfe von James Bradley in Shirburn Castle ein astronomisches Observatorium ein. 
Parker setzte sich für die Kalenderreform, die Annahme der Gregorianischen Kalenders in Großbritannien, ein und hielt 1750 dazu eine Rede vor dem House of Lords, die auch im Druck erschien. Die Reform wurde 1752 umgesetzt. 
Von 1719 bis kurz vor seinem Tod bekleidete Parker das Amt des Teller of the Exchequer. Seit 1750 war er ehrenamtlich Vizepräsident des Foundling Hospital, eines Londoner Waisenhauses. 1759 erhielt er einen Ehrendoktor der Rechte (LLD), der Universität Oxford. Seit 1749 war er auswärtiges Mitglied der Preußischen Akademie der Wissenschaften. 1753 wurde er Ehrenmitglied der Russischen Akademie der Wissenschaften in Sankt Petersburg und der Göttinger Akademie der Wissenschaften. 1755 wurde er als Ehrenmitglied in die Königlich Dänische Akademie der Wissenschaften aufgenommen.  Er starb am 17. März 1764 in Shirburn Castle und wurde dort begraben.
Parker besaß eine wertvolle wissenschaftliche Bibliothek, die bis 2004 in Shirburn Castle  vorhanden war und dann in mehreren Teilen versteigert wurde.

## Werke
- The Earl of Macclesfield’s Speech in the House of Peers, ... March 18, 1750, at the second reading of the Bill for regulating the commencement of the year, London 1751.
- Remarks upon the solar and the lunar years, the cycle of 19 years, commonly called the golden number, the epact, and a method of finding the time of Easter, as it is now observed in most parts of Europe / Being part of a letter from the Right Honourable George Earl of Macclesfield to Martin Folkes, President of the Royal Society, and by him communicated to the same, May 10 1750,  London, 1751.